# Discovery Point
Der Discovery Point ist eine Landspitze in Form einer glazialen Moräne an der Nordküste Südgeorgiens. In der Cumberland Bay markiert sie die westliche Begrenzung der Einfahrt zum Moraine Fjord.
Teilnehmer der Schwedischen Antarktisexpedition (1901–1903) unter der Leitung Otto Nordenskjölds kartierten sie erstmals. Die Benennung erfolgte im Zeitraum vermutlich zwischen 1926 und 1931 durch Wissenschaftler der britischen Discovery Investigations. Namensgeber ist die Discovery II, mit deren Hilfe die Vermessung Südgeorgiens erfolgte.